# イライジャ・ウッド
イライジャ・ジョーダン・ウッド（Elijah Jordan Wood, 1981年1月28日 - ）は、アメリカ合衆国の俳優、プロデューサー。

## 来歴

### 生い立ち
アイオワ州シーダーラピッズ出身。両親はデリカテッセンの仕事をしていたが、1996年に両親は離婚し、母親と共にロサンゼルスに移る。
イングランド・ドイツ・オーストリア・デンマークの血を引く。7歳年上の兄（ザカリア）と2歳年下の妹（ハンナ）も俳優をしている。

### キャリア
イライジャが7歳のとき、母親がエージェント登録したことからキャリアをスタートさせた。デヴィッド・フィンチャーが監督したポーラ・アブドゥルの「フォーエバー・ユア・ガール (Forever Your Girl)」（1988年）の PV に出演している。1989年にロサンゼルスで開催された国際モデル&大会に出場してスカウトされ俳優業進出。同年に『バック・トゥ・ザ・フューチャー PART2』で、カフェ80'sでビデオゲームで遊ぶ少年を演じてデビュー。
1990年の『わが心のボルチモア』で初主演を果たし、以降の作品でも主演級の役柄が多く、注目の子役となる。1992年公開の『危険な遊び』でサターン賞若手男優賞を受賞。
2001年の『ロード・オブ・ザ・リング』でフロド・バギンズ役に抜擢され、国際的に知られるようになる。2002年にハーバード大学の新聞部より、史上最も偉大な俳優の一人として賞賛される。2004年にはサターン賞主演男優賞を受賞。
2010年、映画およびゲーム制作会社SpectreVisionを共同で設立。2012年にも映画制作会社The Woodshedを立ち上げた。

## 人物
大の音楽好きで、3000枚以上のCDを所持し、自身のレコード・レーベル"Simian Records"を興している。
日本では評価も高く人気作でもあった「ロード・オブ・ザ・リング」三部作で2回の来日、テレビ番組『SMAP×SMAP』に出演するなどして、そのユニークな人柄が愛されている。実はそれ以前にも、来日していた親日家である。日本のアーティストでお気に入りはB'z。
裸眼ではほとんど何も認識できないほどの近視で、普段はコンタクトレンズやメガネを着用している。
2006年の第60回カンヌ国際映画祭にて、『パリ、ジュテーム』が「ある視点」部門のオープニングを飾った際、レッドカーペットで恋人のパメラ・ラシーヌ（ロック・バンド "ゴーゴル・ボールデロ" のメンバー）を披露するなどして世界から注目を集めた。パメラ・ラシーヌとは『僕の大事なコレクション』のウクライナでの撮影中に出会ったが、2010年破局。
ハリウッドの闇の部分を公言している俳優の一人であり、権力者による児童虐待が実在していることも認めている。
小さいころからホラー映画が好きだったと語っており、それがThe Woodshedを立ち上げた一因であるとも語っている。

## 主な出演作品

### 映画
| 公開年 | 邦題 原題                                                                       | 役名                             | 備考                 | 吹き替え                                      |
| ------ | ------------------------------------------------------------------------------- | -------------------------------- | -------------------- | --------------------------------------------- |
| 1989   | バック・トゥ・ザ・フューチャー PART2 Back to the Future Part II                 | ビデオゲームの少年               |                      | 真柴摩利（ソフト版） 紗ゆり（テレビ朝日版）   |
| 1990   | ナイト・チャイルド Child in the Night                                           | ルーク                           | テレビ映画           |                                               |
| 1990   | 背徳の囁き Internal Affairs                                                     | ショーン・ストレッチ             |                      | 亀井芳子                                      |
| 1990   | わが心のボルチモア Avalon                                                       | マイケル・キース                 |                      | 折笠愛                                        |
| 1991   | 愛に翼を Paradise                                                               | ウィラード・ヤング               |                      | 鎌手宣行                                      |
| 1992   | イライジャ・ウッドのデーオ Day-O                                                | デーオ                           | テレビ映画           |                                               |
| 1992   | フォーエヴァー・ヤング 時を超えた告白 Forever Young                             | ナット・クーパー                 |                      | 久我未来（DVD版） 矢島晶子（テレビ朝日版）    |
| 1992   | ラジオ・フライヤー Radio Flyer                                                  | マイク                           |                      |                                               |
| 1993   | The Witness                                                                     | 少年                             | 短編映画             | N/A                                           |
| 1993   | 危険な遊び The Good Son                                                         | マーク・エヴァンス               |                      | 高山みなみ                                    |
| 1993   | ハックフィンの大冒険 The Adventures of Huck Finn                                | ハックルベリー・フィン           |                      | 浦野裕介                                      |
| 1994   | ノース 小さな旅人 North                                                         | ノース                           |                      | 田中真弓                                      |
| 1994   | 8月のメモワール The War                                                         | スチュワート・“スチュ”・シモンズ |                      | 高山みなみ                                    |
| 1996   | フリッパー Flipper                                                              | サンディ                         |                      | 高山みなみ                                    |
| 1997   | アイス・ストーム The Ice Storm                                                  | マイク・カーヴァー               |                      | 石田彰                                        |
| 1998   | ディープ・インパクト Deep Impact                                                | レオ・ビーダーマン               |                      | 石田彰                                        |
| 1998   | パラサイト The Faculty                                                          | ケイシー・コナー                 |                      | 岡野浩介（ソフト版） 野島健児（フジテレビ版） |
| 1999   | 記憶の旅人 The Bumblebee Flies Anyway                                           | バーニー・スノー                 |                      | 石田彰                                        |
| 1999   | ブラック AND ホワイト Black and White                                           | レン                             |                      |                                               |
| 2000   | チェイン・オブ・フールズ/Chain of Fools Chain of Fools                          | ミッキー                         |                      |                                               |
| 2001   | ロード・オブ・ザ・リング The Lord of the Rings: The Fellowship of the Ring      | フロド・バギンズ                 |                      | 浪川大輔                                      |
| 2001   | ロード・トゥ・ヘル Ash Wednesday                                                | ショーン・サリヴァン             |                      | 山口隆行                                      |
| 2002   | ロード・オブ・ザ・リング/二つの塔 The Lord of the Rings: The Two Towers         | フロド・バギンズ                 |                      | 浪川大輔                                      |
| 2002   | The Adventures of Tom Thumb and Thumbelina                                      | トム・チューブ                   |                      | N/A                                           |
| 2002   | All I Want aka Try Seventeen                                                    | ジョーンズ・ディロン             |                      | N/A                                           |
| 2003   | ロード・オブ・ザ・リング/王の帰還 The Lord of the Rings: The Return of the King | フロド・バギンズ                 |                      | 浪川大輔                                      |
| 2003   | The Long and Short of It                                                        |                                  | 短編映画             | N/A                                           |
| 2003   | スパイキッズ3-D:ゲームオーバー Spy Kids 3-D: Game Over                          | ザ・ガイ                         | カメオ出演           | 関智一                                        |
| 2004   | エターナル・サンシャイン Eternal Sunshine of the Spotless Mind                  | パトリック                       |                      | 浪川大輔                                      |
| 2005   | シン・シティ Sin City                                                           | ケヴィン                         |                      | （セリフなし）                                |
| 2005   | 僕の大事なコレクション Everything Is Illuminated                                | ジョナサン・サフラン・フォー     |                      | 佐藤淳                                        |
| 2005   | フーリガン Green Street                                                         | マット・バックナー               |                      | TBA                                           |
| 2006   | ボビー Bobby                                                                    | ウィリアム・エンブリー           |                      | 浪川大輔                                      |
| 2006   | ハッピー フィート Happy Feet                                                    | マンブル                         | 声の出演             | 手越祐也                                      |
| 2007   | パリ、ジュテーム Paris, je t'aime                                               | 旅行者                           |                      | 浪川大輔                                      |
| 2007   | デイ・ゼロ Day Zero                                                             | アーロン・フェラー               | 日本劇場未公開       | （吹き替え版なし）                            |
| 2008   | オックスフォード連続殺人 The Oxford Murders                                     | マーティン                       | 日本劇場未公開       | 小倉直寛                                      |
| 2009   | 9 〜9番目の奇妙な人形〜 9                                                       | 9                                | 声の出演             | 浪川大輔                                      |
| 2010   | 選ばれる女にナル3つの方法 The Romantics                                         | チップ・ヘイズ                   | 日本劇場未公開       | （吹き替え版なし）                            |
| 2011   | ハッピー フィート2 踊るペンギンレスキュー隊 Happy Feet Two                      | マンブル                         | 声の出演             | 劇団ひとり                                    |
| 2012   | セレステ∞ジェシー Celeste & Jesse Forever                                       | スコット                         |                      | 玉木雅士                                      |
| 2012   | マニアック Maniac                                                               | フランク・ジトー                 |                      | 浪川大輔                                      |
| 2012   | ホビット 思いがけない冒険 The Hobbit: An Unexpected Journey                     | フロド・バギンズ                 |                      | 浪川大輔                                      |
| 2013   | スティーラーズ Pawn Shop Chronicles                                             | ジョニー・ショー                 |                      | 寺島拓篤                                      |
| 2013   | グランドピアノ 狙われた黒鍵 Grand Piano                                         | トム・セルズニック               |                      | 浪川大輔                                      |
| 2013   | リベンジ・フォー・ジョリー 愛犬のために撃て! Revenge for Jolly!                 | トーマス                         |                      | 西谷修一                                      |
| 2014   | ゾンビスクール! Cooties                                                         | クリント・ハドソン               |                      | 浪川大輔                                      |
| 2014   | ザ・ヴァンパイア 〜残酷な牙を持つ少女〜 A Girl Walks Home Alone at Night        | N/A                              | 製作                 | N/A                                           |
| 2014   | ブラック・ハッカー Open Windows                                                 | ニック・チェンバーズ             |                      | 野島裕史                                      |
| 2014   | 風立ちぬ The Wind Rises                                                         | 曽根                             | 声の出演（英語版）   |                                               |
| 2014   | Set Fire to the Stars                                                           | ジョン                           |                      | N/A                                           |
| 2015   | ラスト・ウィッチ・ハンター The Last Witch Hunter                                | 37代目ドーラン                   |                      | 浪川大輔                                      |
| 2015   | ザ・ボーイ 鹿になった少年 The Boy                                               | N/A                              | 製作                 | N/A                                           |
| 2016   | ダーティー・コップ The Trust                                                    | デヴィッド・ウォーターズ         |                      | 細谷佳正                                      |
| 2017   | この世に私の居場所なんてない I Don't Feel at Home in This World Anymore         | トニー                           |                      | 浪川大輔                                      |
| 2018   | マンディ 地獄のロード・ウォリアー Mandy                                         | N/A                              | 製作                 | N/A                                           |
| 2019   | プライス 戦慄の報酬 Come to Daddy                                               | ノーヴアル                       |                      | 浪川大輔                                      |
| 2019   | ダニエル Daniel Isn't Real                                                      | N/A                              | 製作                 | N/A                                           |
| 2019   | カラー・アウト・オブ・スペース -遭遇- Color Out of Space                        | N/A                              | 製作                 | N/A                                           |
| 2021   | No Man of God                                                                   | ビル・ハグマイアー               | 兼製作               |                                               |
| TBA    | The Toxic Avenger                                                               |                                  | ポストプロダクション |                                               |

### テレビ
| 放送年    | 邦題 原題                                                            | 役名                               | 備考                  | 吹き替え |
| --------- | -------------------------------------------------------------------- | ---------------------------------- | --------------------- | -------- |
| 1994      | そりゃないぜ!? フレイジャー Frasier                                  | イーサン                           | 声の出演              |          |
| 1996      | ホミサイド/殺人捜査課 Homicide: Life on the Street                   | マックフィー・ブロードマン         |                       |          |
| 1996      | Adventures from the Book of Virtues                                  | イカロス                           | 声の出演 児童向け番組 | N/A      |
| 1997      | オリバー・ツイスト Oliver Twist                                      | ジャック・ダーキンス               |                       |          |
| 2004      | キング・オブ・ザ・ヒル King of the Hill                              | ジェイソン                         | 声の出演              |          |
| 2006      | Robot Chicken                                                        | ウィリアム・デイビッド・レイノルズ | 声の出演              |          |
| 2006      | アメリカン・ダッド American Dad!                                     | イーサン                           | 声の出演              |          |
| 2011      | Wilfred                                                              | ライアン・ニューマン               |                       | N/A      |
| 2012      | トロン：ライジング Tron Uprising                                     | ベック                             | 声の出演              | 伊東健人 |
| 2012      | Red Vs. Blue                                                         | シグマ                             | 第10シーズン 声の出演 | N/A      |
| 2014      | オーバー・ザ・ガーデンウォール Over the Garden Wall                  | ワート                             | 声の出演              | 浪川大輔 |
| 2016-2017 | 私立探偵ダーク・ジェントリー Dirk Gently's Holistic Detective Agency | トッド・ブロッツマン               | 計18話出演            |          |
| 2018-2020 | スター・ウォーズ レジスタンス Star Wars Resistance                   | ジェイス・ラックリン               | 声の出演              |          |
| 2023      | イエロージャケッツ Yellowjackets                                     | ウォルター                         |                       |          |

### ビデオゲーム
| 発売年 | 邦題 原題                                                                | 役名             | 備考                    |
| ------ | ------------------------------------------------------------------------ | ---------------- | ----------------------- |
| 2002   | ロード・オブ・ザ・リング/二つの塔（ゲーム）                              | フロド・バギンズ | 声の出演                |
| 2003   | ロード・オブ・ザ・リング/王の帰還（ゲーム）                              | フロド・バギンズ | 声の出演                |
| 2006   | スパイロの伝説：新しい始まり The Legend of Spyro: A New Beginning        | スパイロ         | 声の出演 日本未発売     |
| 2007   | スパイロの伝説：永遠の夜 The Legend of Spyro: The Eternal Night          | スパイロ         | 声の出演 日本未発売     |
| 2008   | スパイロの伝説：ドラゴンの夜明け The Legend of Spyro: Dawn of the Dragon | スパイロ         | 声の出演 日本未発売     |
| 2010   | ゴッド・オブ・ウォーIII                                                  | デイモス         | 声の出演 カメオ         |
| 2012   | Red Vs Blue                                                              | シグマ           | 声の出演 確認された役割 |
| 2012   | レゴ ロード・オブ・ザ・リング                                            | フロド・バギンズ | 声の出演                |
| 2014   | Broken Age                                                               | Shay             |                         |

## CM出演
- トヨタ自動車「ノア」（2014年〜2015年、日本のみ。ピーターラビットと共演。）

## 日本語吹き替え
当初、作品ごとに異なる声優が務めていたが、『ロード・オブ・ザ・リング』で浪川大輔が起用されたことがきっかけで、以降はアニメ作品も含めた大半の作品で浪川が専属（フィックス）として声を担当するようになった。
浪川はウッドを演じる際に意識していることについて聞かれた際に、「イライジャ・ウッドだから、こういう声で演じようとはぜんぜん思っていません。ただ、彼も子役からやっているのですが、大人への転換に悩んでいたみたいなんです。僕も大人の役がなかなかできない時期があったので、そこがうまくリンクできればいいなと思っていました。」と述懐している。
このほかにも、初期には高山みなみや石田彰などが複数回、担当したこともあった。